# Lokka
Lokka är en by belägen vid Lokka bassäng i Sodankylä kommun i den ekonomiska regionen Norra Lappland och landskapet Lappland i Finland. År 2005 hade byn hade 130 invånare. Vägförbindelse finns söderut, i riktning mot Sodankylä, dit det är åtta mil.
Lokka drabbades svårt av Lapplandskriget och byggdes upp på nytt efter fredsslutet. Tolv familjer bodde vid den tidpunkten i byn, som hade vägförbindelse med Vuotso ungefär fyra mil bort. När Lokka bassäng, Europas största vattenkraftsmagasin utanför Ryssland, byggdes i slutet av 1960-talet dränktes åtta av de tolv gårdarna.